# Parvin E'tesami

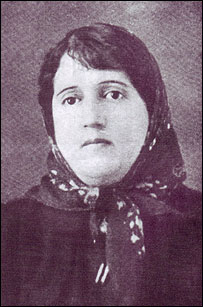
Parvin E'tesami

Parvin E'tesami, auch Parvin Etessami, (persisch پروین اعتصامی‎; * 17. März 1907 in Täbris, Iran; † 4. April 1941 in Teheran) war eine der herausragendsten Dichterinnen der persischen Literatur.
Parvin Etesami wurde in eine religiös und kulturell reiche Familie geboren. Ihr Vater Yussef Etessami oder auch Etessam-ol-molk, zu dem sie eine besonders innige Verbindung hatte, lehrte sie in frühen Jahren arabische und persische Literatur. Die Grundschule besuchte sie in der amerikanischen Mädchenschule in Täbris, welche sie im Alter von 9 Jahren abschloss.
Ihr Vater war ein aktives Mitglied der Maschruteh-Bewegung (Konstitutionelle Revolution 1905–1911).
Des Weiteren waren Persönlichkeiten wie Ali Akbar Dehchoda oder Malekolshoara Bahar ihre Lehrer. Sie war eine der ersten Vertreterinnen einer intellektuellen Frauenbewegung im Iran.
Ihre ersten Gedichte schrieb sie im Alter von 8 Jahren, welche im kleinen Kreis der persischen Elite für Aufsehen sorgten.
Sie schloss ihre Hochschulausbildung im Jahre 1925 an der amerikanischen Mädchenhochschule in Teheran ab.
Ihren ersten Gedichtband veröffentlichte sie im Jahr 1935.
Die gesellschaftlichen und feministischen Aspekte überwiegen in ihren Gedichten, die dennoch sehr einfach und in wunderschönen Sprachbildern verfasst sind.
Nach ihr ist der Parvin Etesami literary award des Iran Book House benannt.